# Bataille de La Ciotat
Seconde Guerre mondiale
Batailles
1940
- Vado
- Siège de Malte
- Club Run
- Convoi Espero
- Mers el-Kébir
- Punta Stilo
- Cap Spada
- Hurry
- Cap Passero
- MB.8
- Tarente
- Détroit d'Otrante
- White
- Cap Teulada

1941
- Excess
- Convoi AN 14
- Grog
- Abstention
- Baie de La Sude
- Cap Matapan
- Îles Kerkennah
- Crète
- Galite
- Substance
- Halberd
- Convoi Duisburg
- Cap Bon
- Syrte (1941)
- Rade d'Alexandrie

1942
- Syrte (1942)
- Calendar
- Bowery
- Albumen
- Harpoon
- Vigorous
- Pedestal
- Agreement
- Torch
- Stoneage
- Sabordage de la flotte française à Toulon
- Portcullis
- Banc de Skerki
- Olterra (navire auxiliaire)
- Raid sur Alger

1943
- Zouara
- Convoi de Cigno
- Convoi de Campobasso
- Corkscrew
- Husky
- Gela
- Scylla
- Pietracorbara
- Dodécanèse
  - Rhodes
  - Leros
  - Kos
- Convoi KMF-25A

1944
- Ist
- Raid sur Santorin
- Raid sur Symi
- Port-Cros
- La Ciotat
- Île de Pag

1945
Mer Ligure
- Convois alliés
  - convois de Malte
- Campagne des U-boote
- Campagne adriatique

- Corse
- Limousin
- Ain et Haut-Jura
- Les Glières
- Ascq
- Division Brehmer
- Mont Mouchet
- Opérations SAS en Bretagne
- Bataille de Normandie
- Guéret
- Brigade Jesser
- Cornil
- 1er Tulle
- 2e Tulle
- Argenton-sur-Creuse
- Oradour-sur-Glane
- 1er Ussel
- Saint-Marcel
- Saffré
- Mont Gargan
- Vercors
- Penguerec
- Lioran
- Égletons
- 2e Ussel
- Débarquement de Provence
- Port-Cros
- La Ciotat
- Toulon
- Martigues
- Marseille
- Nice
- Rennes
- Saint-Malo
- Brest
- Paris
- Mont-de-Marsan
- Montélimar
- Maillé
- Écueillé
- La Saulx
- Meximieux
- Nancy
- Colonne Elster
- Dunkerque
- Arracourt
- Saint-Nazaire
- Lorient
- Metz
- Royan et de la pointe de Grave
- Campagne de Lorraine
- Colmar

Front d'Europe de l'Ouest
Front d'Europe de l'Est
Campagnes d'Afrique, du Moyen-Orient et de Méditerranée
Bataille de l'Atlantique
Guerre du Pacifique
Guerre sino-japonaise
La bataille de La Ciotat est un engagement naval livré en août 1944 dans le cadre du Débarquement de Provence (opération anglais : Dragoon) lors de la Seconde Guerre mondiale. Dans le cadre des préparatifs du débarquement dans le Sud de la France, une flottille de navires de guerre américains et britanniques mènent une attaque de diversion, dite opération Ferdinand, contre la ville portuaire de La Ciotat. Les Alliés espéraient ainsi attirer les forces allemandes à l'écart des principales zones de débarquement (Cavalaire-sur-Mer, Saint-Tropez et Saint-Raphaël). Pendant l'opération, deux navires de guerre allemands ont attaqué la flottille alliée.

## La bataille
Le 17 août 1944, le commandement allié, le capitaine John D. Bulkeley, reçoit sous ses ordres une flottille (un destroyer, l'USS Endicott , 17 PT boats, et deux canonnières britanniques de classe Insect, les HMS Scarab et Aphis) avec pour objectif de mener une opération contre La Ciotat. Lorsque les Alliés arrivent au large de La Ciotat, un bateau à vapeur marchand allemand est coulé dans le port.
Les navires de guerre alliés bombardent ensuite des cibles ennemies dans la ville jusqu'à ce que deux navires allemands soient repérés (une ancienne corvette italienne, Antilope rebaptisée UJ6082 et un ancien croiseur auxiliaire égyptien, le Nimet Allah). Le sister-ship du UJ6082, le UJ6081, avait été coulé deux jours plus tôt à la bataille de Port-Cros.
Les deux canonnières britanniques engagent les Allemands mais le feu de l'ennemi est si précis qu'ils doivent se retirer de la zone. Le USS Endicott ouvre alors le feu à une distance de 1 400 mètres des navires ennemis. Les Allemands parviennent à toucher le Endicott, blessant un marin, seule perte américaine de la bataille. Après un échange de tirs qui a duré moins d'une heure, les Américains parviennent à couler les deux navires allemands. Les Alliés pilonnent alors à nouveau les installations allemandes dans la ville.
Le même jour, cinq C-47 Dakota de l'aviation américaine, volant au ras des crêtes juste au nord de La Ciotat, larguent 300 parachutistes factices et des engins explosifs dans le but de faire croire les Allemands à une invasion. Les pertes allemandes sont inconnues, mais le Endicott a récupéré 169 marins ennemis qui ont été faits prisonniers de guerre. À la suite du succès du raid, John Bulkeley est élevé au grade de vice-amiral de la marine des États-Unis.